# افسانه سوار بی‌سر (فیلم ۱۹۸۰)
افسانه سوار بی‌سر (انگلیسی: The Legend of Sleepy Hollow) فیلمی در ژانر ترسناک است که در سال ۱۹۸۰ منتشر شد.